# 熊野市立有馬小学校

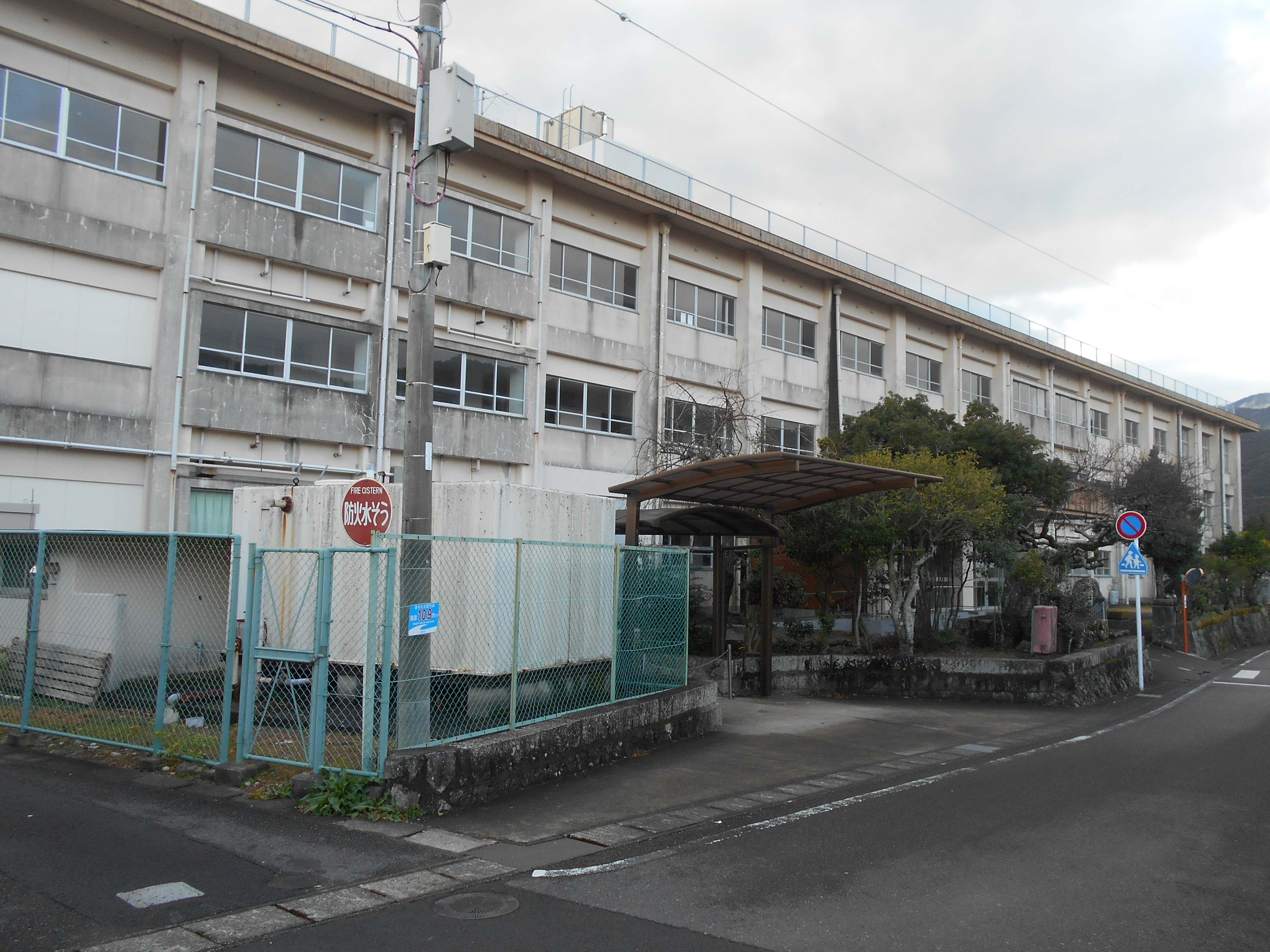

熊野市立有馬小学校（くまのしりつ ありましょうがっこう）は、三重県熊野市有馬町に位置する公立小学校。

## 所在地
〒519-4325　三重県熊野市有馬町530

## 沿革
- 1875年4月 - 第18学区有馬村120番学校として創立口有馬海岸寺を仮校舎とする
- 1878年2月 - 有馬村字中里の新校舎へ移転
- 1879年1月 - 池辺学校創立。奧有馬泉福寺を仮校舎とする
- 1879年9月 - 山崎学校創立。字山崎正悟院を仮校舎とする
- 1883年3月 - 明治13年教育令発布により、資格、設置校区等変更を要することになり、明治16年3月10日有馬学校となる
- 1887年4月 - 有馬尋常小学校と改称。区域は久生屋村を脱し有馬村一円となる
- 1902年4月 - 有馬尋常高等小学校と改称する
- 1908年4月 - 明治40年、法令改正により尋常科修業年限6年、高等科修業年限2年となる
- 1925年6月 - 有井村立有馬女子実業補習学校 併設認可
- 1926年6月 - 有井村立有馬青年訓練所 設置認可
- 1926年7月 - 有井村立有馬実業補習学校 設置認可
- 1929年5月 - 有馬女子実業補習学校を廃止し女子部をおく
- 1932年10月 - 講堂建築
- 1935年7月 - 有井村立有馬青年学校 認可
- 1941年4月 - 勅令第148号による国民学校令施行により有井村立有馬国民学校と改称初等科および高等科を設置する
- 1947年4月 - 新制有馬中学校創立により、高等科を廃止し有井村立有馬小学校と改称修業年限6年とする
- 1951年5月 - 学校給食調理室 建築
- 1954年12月 - 校舎新築 熊野市立有馬小学校と改称
- 1971年9月 - 校舎改築
- 1972年2月 - 給食室改築
- 1972年6月 - 体育館改築
- 1973年11月 - プール建築5コース25m
- 1974年7月 - 南門より給食室まで舗装（育友会奉仕）
- 1976年3月 - 創立100年祭記念式典実施
- 1979年3月 - 鉄筋3階校舎（第1校舎）完成
- 1980年1月 - 鉄筋3階校舎（第2校舎）増築完成
- 1981年12月 - 給食室拡張改修
- 1987年12月 - 体育館屋根塗装
- 1988年4月 - 三重県立度会養護学校へ第2校舎1階4教室を貸与 度会養護学校紀州分校熊野教室開校
- 1993年9月 - 体育館床張替工事完了
- 1999年1月 - 屋内消火栓配管改修工事
- 1999年2月 - 体育館屋根大修理
- 1999年4月 - 三重県立特別支援学校東紀州くろしお学園（本校化）第2校舎2階第2音楽室を校長室として貸与
- 2002年4月 - 東紀州くろしお学園バス通学実施に伴い、バス乗降車場を設置
- 2004年10月 - プール改装工事
- 2006年8月 - 校舎耐震工事